# Branko Kosic
Branko Kosic (* 19. Februar 1983) ist ein liechtensteinischer Poolbillardspieler.

## Karriere
2011 wurde Branko Kosic durch einen Finalsieg im 9-Ball gegen Marco Cristoforetti erstmals Liechtensteinischer Meister. Ein Jahr später besiegte er Michael Biedermann im 14/1-endlos-Finale und verlor das Finale im 9-Ball gegen Alessandro Banzer.
Bei der Liechtensteinischen Meisterschaft 2013 erreichte er den dritten Platz im 9-Ball.
Mit dem BC Schaan spielt Branko Kosic derzeit in Österreich in der Regionalliga West.
2010 war Kosic Teil der liechtensteinischen Mannschaft, die bei der Team-Weltmeisterschaft in der Vorrunde ausschied.

## Sonstiges
Branko Kosic spielt mit dem FC Triesen in der 3. Fußball-Liga der Schweiz. Zuvor spielte er beim SC Bregenz und dem FC Vaduz.